# Масловка (Киевская область)
Ма́словка (укр. Ма́слівка) — село, входящее в Мироновский район Киевской области Украины.
Население по переписи 2001 года составляло 1910 человек. Почтовый индекс — 08850. Телефонный код — 4574. Занимает площадь 31,68 км². Код КОАТУУ — 3222984301.

## Местный совет
Село Масловка является административным центром сельского совета.
Адрес местного совета: 08850, Киевская обл., Мироновский р-н, с. Масловка, ул. Независимости, 119.